# John McAdam

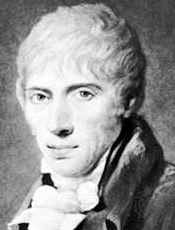
John Loudon McAdam

John Loudon McAdam (Ayr (Ayrshire, Schotland), 21 september 1756 - Moffat (Dumfriesshire), 26 november 1836) was een Schots ingenieur die bekend werd door het ontwikkelen van de zogeheten macadamweg, de voorloper van asfaltwegverharding.

## Levensloop
McAdam was de jongste van de tien kinderen van de baron van Waterhead en diens tweede zoon. In 1770 verhuisde hij op 14-jarige leeftijd naar New York en werd er handelaar. Dertien jaar later keerde hij terug en kocht een domein in Ayrshire. Hij stelde verbeteringen voor in de wegenbouw en werd aangesteld beheerder van de wegen. Ook was hij actief als ingenieur in de lokale steenkoolmijnen en metaalfabrieken. Hij patenteerde zijn nieuwe procedé voor de aanleg van wegen waarvoor hij zijn inspiratie haalde uit de oudheid. McAdam stierf op 80-jarige leeftijd. Hij was onderweg naar zijn huis in Hertfordshire op terugreis van zijn zomers verblijf in Schotland.
- Gemeinsame Normdatei: 117516295
- International Standard Name Identifier: 0000 0000 8095 4453
- Library of Congress Control Number: n84218224
- SNAC: w6vh87n6
- Trove: 1493258
- Virtual International Authority File: 15548384
- WorldCat: E39PBJpYB9mr9xTJQMWqQM9qwC